# مصطفى شناوي
مصطفى شناوي، (الدار البيضاء - 1958)، هو طبيب ونقابي وسياسي مغربي ينتمي للحزب الإشتراكي الموحد. انتخب عضوا في البرلمان عن دائرة الدار البيضاء أنفا سنة 2016.

## حياته
ولد مصطفى شناوي بالدار البيضاء سنة 1958 وترعرع فيها. حصل على باكالوريا علمية سنة 1976 من ثانوية محمد الخامس بمدينته، مما خول له دراسة الطب بجامعة الحسن الثاني بذات المدينة، حتى حصل على الدكتوراه سنة 1985 وبدأ ممارسة الطب العام في 1986. بعد سنوات من العمل، انتقل لفرنسا للتخصص، حيث حصل على دبلوم التخصص في طب الشغل سنة 2000 من جامعة رين.
على الصعيد النضالي، بدأ شناوي انخراطه في السياسة منذ سنة 1978 عندما كان طالبا في الطب. جعله هذا النضال ينخرط في عدة مبادرات ومؤسسات، منها النقابات كالنقابة الوطنية للصحة (التي كان نائبها العام) و الكونفدرالية الديمقراطية للشغل (كان عضوا بمكتبها التنفيذي), ومنها اللجان والمجالس مثل المجلس الإقتصادي و الاجتماعي و البيئي و اللجنة الوطنية واللجنة التقنية المكلفة بإصلاح أنظمة التقاعد وغيرها.
سنة 2002, انظم لحزب اليسار الاشتراكي الموحد خلال مؤتمره التأسيسي الاندماجي، وكان عضوا في مكتبه السياسي. منذ ذلك الحين، شارك في الانتخابات كعضو من الحزب، وسنة 2016 تم انتخابه كبرلماني عن دائرة الدار البيضاء أنفا. يمثل الحزب الاشتراكي الموحد حاليا في البرلمان المغربي غضوان، وهما مصطفى شناوي وعمر بلافريج.
مصطفى شناوي متزوج وأب لطفلين.

## مناصب شغلها
شغل شناوي خلال مسيرته عدة مناصب. منها:
- طبيب متخصص في الطب المهني (القطاع العام).
- مناضل سياسي ونقابي منذ سنة 1978.
- عضو في المجلس الوطني للحزب الاشتراكي الموحد وعضو سابق بمكتبه السياسي.
- عضو في الهيئة التقريرية لفيدرالية اليسار الديمقراطي.
- عضو نقابي للمجلس الوطني للكونفدرالية الديمقراطية للشغل وعضو سابق لمكتبها التنفيذي.
- الأمين العام للنقابة الوطنية للصحة.
- عضو سابق للمجلس الإقتصادي و الاجتماعي و البيئي. كان عضوا للجنة الشؤون الاجتماعية والتضامن، وعضوا للجنة إدارة الجمعية من المعرفة والمعلومات بالمجلس.
- عضو اللجنة الوطنية والتقنية لإصلاح أنظمة التقاعد منذ إنشائها في عام 2004.
- عضو منتخب السابق للمجلس الأعلى للوظيفة العمومية.
- عضو في المجلس الأعلى للطب المهني والوقاية من المخاطر المهنية.
- رئيس المنتدى الوطني للأطباء.

## مقالات ذات صلة
- نبيلة منيب
- عمر بلافريج